# Дружбинец
Дружбинец је насељено место у саставу општине Петријанец у Вараждинској жупанији, Хрватска. До територијалне реорганизације у Хрватској налазио се у саставу старе општине Вараждин.

## Становништво
На попису становништва 2011. године, Дружбинец је имао 544 становника.

## Попис1991.
На попису становништва 1991. године, насељено место Дружбинец је имало 566 становника, следећег националног састава:
| Попис 1991.‍ | Попис 1991.‍ | Попис 1991.‍ | Попис 1991.‍ | Попис 1991.‍ |
| ----------- | ----------- | ----------- | ----------- | ----------- |
|             |             |             |             |             |
| Хрвати      | Хрвати      |             | 563         | 99,46%      |
| Албанци     | Албанци     |             | 1           | 0,17%       |
| Словенци    | Словенци    |             | 1           | 0,17%       |
| Срби        | Срби        |             | 1           | 0,17%       |
| укупно: 566 |             |             |             |             |